# Марко Бандера
Марко Бандера (англ. M. J. Bandera, * 1960) — американський бандурист. Учасник Української Капели Бандуристів ім. Т. Г. Шевченка в м. Детройт. Автор численних обробок та перекладів інструментальних творів для бандури. Завершив свої магістерські студії в етнографії та фольклору в Едмонтонському Університеті в 1991 р. Автор праці про виробництво українських народних цимбал у Західній Канаді.

## Праці
Bandera, M.J. — The Tsymbaly Maker and his craft — The Ukrainian Hammered Dulcimer in Alberta — Edmonton, 1991, Vol. 1. (62с.)